# Tando Velaphi
Tando Velaphi, född 17 april 1987, är en australisk fotbollsmålvakt.

## Klubbkarriär
I juli 2018 återvände Velaphi till Perth Glory. Efter säsongen 2020/2021 lämnade han klubben.

## Landslagskarriär
I augusti 2008 blev han uttagen i Australiens trupp till OS 2008.